# The Heart of Doreon
The Heart of Doreon er en amerikansk stumfilm fra 1921 af Robert North Bradbury.

## Medvirkende
- Tom Santschi som Doreon
- Ruth Stonehouse som Babette
- Edward Hearn som Blake
- Jay Morley